# Коржівська сільська рада (Старокостянтинівський район)
Ко́ржівська сільська́ ра́да — адміністративно-територіальна одиниця та орган місцевого самоврядування у Старокостянтинівському районі Хмельницької області. Адміністративний центр — село Коржівка. Ліквідована в рамках децентралізації після Місцевих виборів 25 жовтня 2020 року. Села Коржівка та Махаринці увійшли до складу Староостропільської сільської ради.

## Загальні відомості
Коржівська сільська рада утворена в 1928 році.
- Територія ради: 21,699 км²
- Населення ради: 719 осіб (станом на 2001 рік)
- Територією ради протікає річка Случ

## Населені пункти
Сільській раді були підпорядковані населені пункти:
- с. Коржівка
- с. Махаринці

## Склад ради
Рада складалася з 14 депутатів та голови.
- Голова ради: Мазуренко Віталій Леонідович
- Секретар ради: Лисюк Антоніна Григорівна

### Керівний склад попередніх скликань
| Прізвище, ім'я, по батькові  | Основні відомості                                                 | Дата обрання | Дата звільнення |
| ---------------------------- | ----------------------------------------------------------------- | ------------ | --------------- |
| Мазуренко Віталій Леонідович | Сільський голова, 1962 року народження, освіта вища, безпартійний | 26.03.2006   | 31.10.2010      |
| Мазуренко Віталій Леонідович | Сільський голова, 1962 року народження, освіта вища, безпартійний | 31.10.2010   |                 |

Примітка: таблиця складена за даними сайту Верховної Ради України

### Депутати
За результатами місцевих виборів 2010 року депутатами ради стали:

#### За суб'єктами висування
| Суб'єкт висування                 | Кількість обраних депутатів | %    |
| --------------------------------- | --------------------------- | ---- |
| Народна партія                    | 5                           | 35,7 |
| Партія регіонів                   | 5                           | 35,7 |
| Політична партія «Сильна Україна» | 4                           | 28,6 |

#### За округами
| № округу                          | Прізвище, ім'я, по батькові      | Дата визнання обраним | Освіта             | Партійна приналежність                  | Відомості про обраного депутата                      |
| --------------------------------- | -------------------------------- | --------------------- | ------------------ | --------------------------------------- | ---------------------------------------------------- |
| Народна Партія                    |                                  |                       |                    |                                         |                                                      |
| 3                                 | Поліщук Володимир Миколайович    | 04.11.2010            | середня            | член Народної партії                    | тимчасово не працює                                  |
| 6                                 | Яцьков Василь Васильович         | 04.11.2010            | середня            | член Народної партії                    | тимчасово не працює                                  |
| 7                                 | Осадчук Микола Миколайович       | 04.11.2010            | середня            | член Народної партії                    | тимчасово не працює                                  |
| 8                                 | Футорний Андрій Миколайович      | 04.11.2010            | середня            | позапартійний                           | тимчасово не працює                                  |
| 14                                | Мазуренко Надія Богданівна       | 04.11.2010            | середня            | член Народної партії                    | ПП «Агрофірма Махаринці», різноробоча                |
| Партія регіонів                   |                                  |                       |                    |                                         |                                                      |
| 2                                 | Мельник Володимир Володимирович  | 04.11.2010            | середня            | позапартійний                           | тимчасово не працює                                  |
| 5                                 | Шкиндирук Світлана Володимирівна | 04.11.2010            | середня            | позапартійна                            | тимчасово не працює                                  |
| 10                                | Колесник Тетяна Миколаївна       | 04.11.2010            | середня спеціальна | член Партії регіонів                    | тимчасово не працює                                  |
| 12                                | Поліщук Віталій Іванович         | 04.11.2010            | вища               | позапартійний                           | фельдшерсько-акушерський пункт с. Махаринці, фельшер |
| 13                                | Лугова Валентина Андріївна       | 04.11.2010            | вища               | позапартійна                            | ПП «Агрофірма Махаринці», бухгалтер                  |
| Політична партія «Сильна Україна» |                                  |                       |                    |                                         |                                                      |
| 1                                 | Мельник Олександр Іванович       | 04.11.2010            | середня спеціальна | член Політичної партії «Сильна Україна» | тимчасово не працює                                  |
| 4                                 | Лисюк Антоніна Григорівна        | 04.11.2010            | середня спеціальна | член Політичної партії «Сильна Україна» | Коржівська сільська рада, секретар                   |
| 9                                 | Козак Олена Михайлівна           | 04.11.2010            | середня спеціальна | позапартійна                            | ВКП міжрайбаза, продавець                            |
| 11                                | Савицька Катерина Анатоліївна    | 04.11.2010            | середня спеціальна | член Політичної партії «Сильна Україна» | приватне підприємство                                |